# Julio César Corniel Amaro
Julio César Corniel Amaro (28 de setembro de 1958, Bodita, Río San Juan) é um clérigo católico romano dominicano e bispo de Puerto Plata.

## Biografia
Julio César Corniel Amaro concluiu os estudos secundários no Seminário Menor Santo Cura de Ars, em La Vega, foi para o Seminário Pontifício Santo Tomás de Aquino, em Santo Domingo, onde obteve o bacharelado em Ciências da Religião. Recebeu o sacramento da ordem em 21 de junho de 1986.
Na Diocese de São Francisco de Macorís, foi vigário paroquial na Paróquia Matriz e da Catedral de Santa Ana. Foi então nomeado pároco da Paróquia Santíssima Trindade e Santiago Apóstolo de Arroyo al Medio, Nagua. Foi diretor diocesano da Comissão de Pastoral Juvenil e da Caritas. De 2001 a 2003 estudou Direito Canônico na Universidade Pontifícia de Salamanca, Espanha, onde obteve o bacharelado. Foi também responsável pela Pastoral Social em sua diocese e professor no Seminário Pontifício Santo Tomás de Aquino.
Em 31 de maio de 2005, o Papa Bento XVI o nomeou bispo de Puerto Plata. O arcebispo de Santo Domingo, Nicolás de Jesús Cardeal López Rodríguez, deu-lhe a ordenação episcopal em 16 de julho do mesmo ano; os co-consagradores foram o Arcebispo de Santiago de los Caballeros, Ramón Benito de La Rosa y Carpio, e o Bispo de San Francisco de Macorís, Jesús María de Jesús Moya.